# Église Notre-Dame-de-l'Assomption de Coussey
L'église Notre-Dame-de-l'Assomption est une église de style roman et de style gothique datant du XII et XVIe siècle située à Coussey, dans le département des Vosges, en France.

## Historique
Coussey est citée pour la première fois dans une bulle du pape Pascal II, en 1106, dans les biens de l'abbaye de Saint-Mihiel. La construction de la nef de l'église est contemporaine. On peut la dater du début ou du deuxième quart du XIIe siècle. La nef comprend trois vaisseaux qui sont d'abord plafonnés et reposaient sur des piliers quadrangulaires.
Le clocher a été construit à la fin du XIIe siècle sur la travée près du chœur du vaisseau central. Il comporte quatre niveaux dont les deux derniers comportent des baies géminées très décorées.
La tradition indique qu'il y a eu un incendie dans l'église au XIVe siècle. Des travaux importants ont été réalisés en 1475, en particulier le vaisseau central a été voûté d'ogives. Les baies éclairant la nef datent du XVe siècle.
Le chevet a été reconstruit au XVIe siècle. Aucun document ne permet de connaître la date de construction de la flèche. Un dessin daté de 1583 la représente.
Le mobilier date du XVIIIe siècle.
Le clocher est restauré plusieurs fois au XIXe siècle.

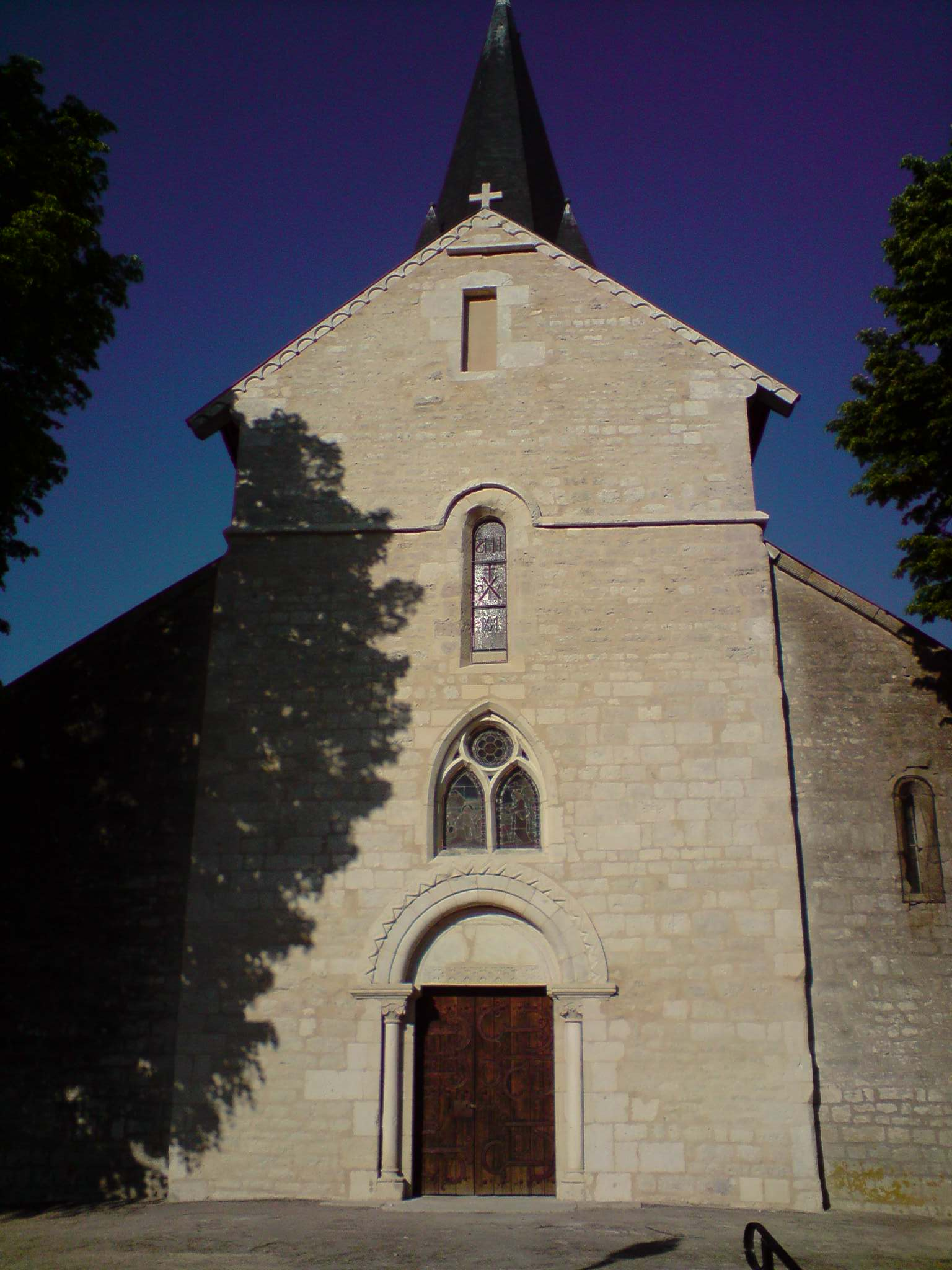
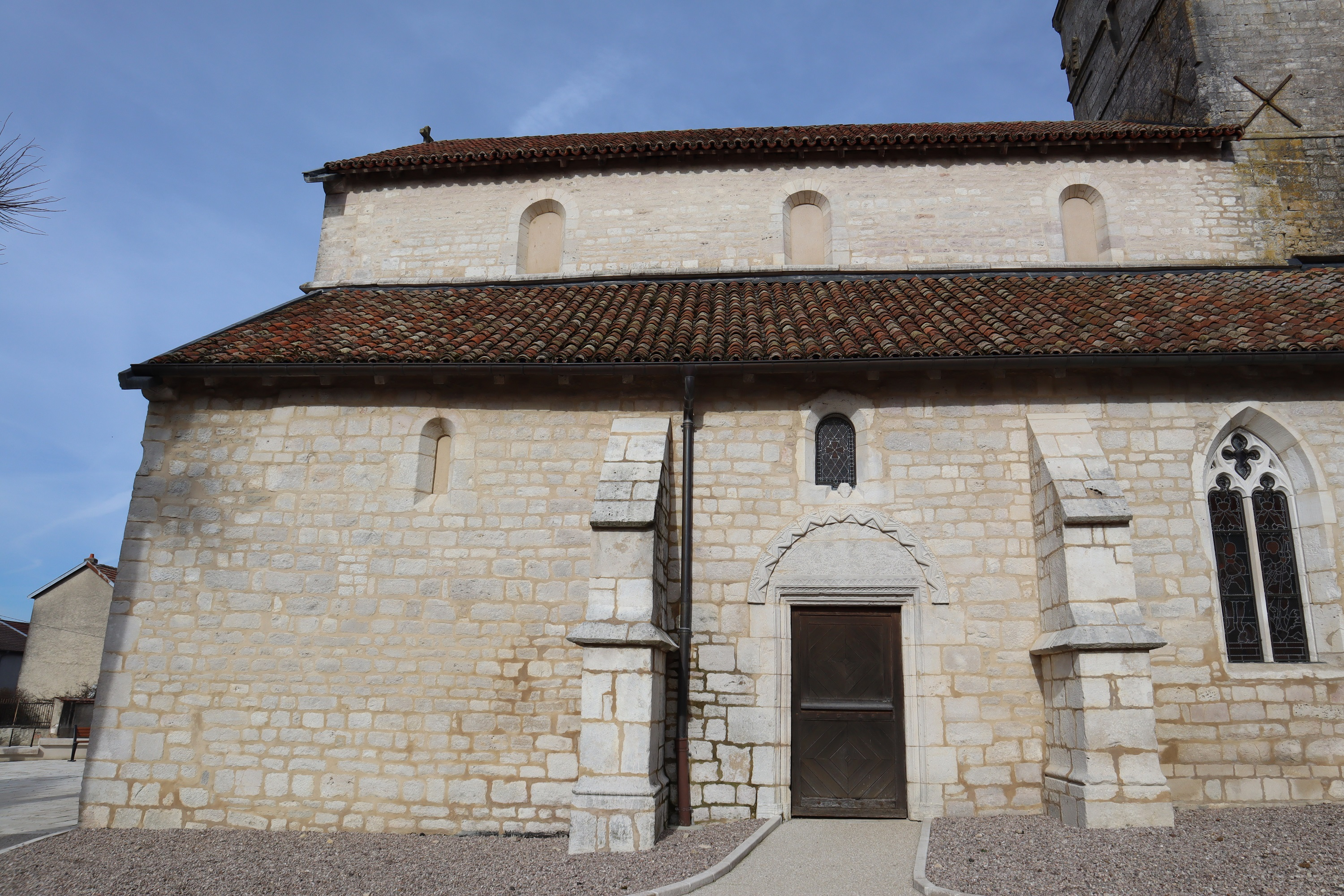
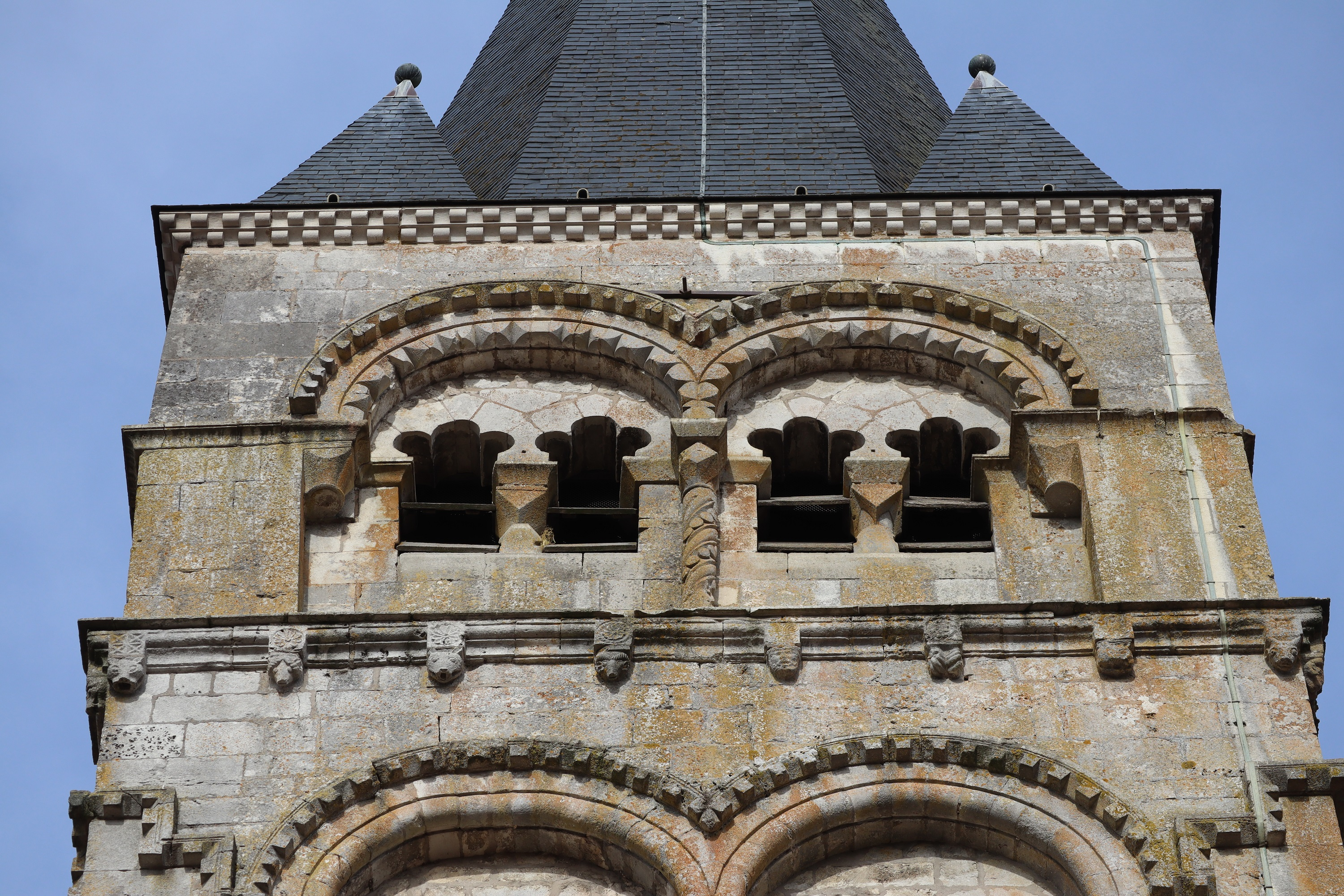
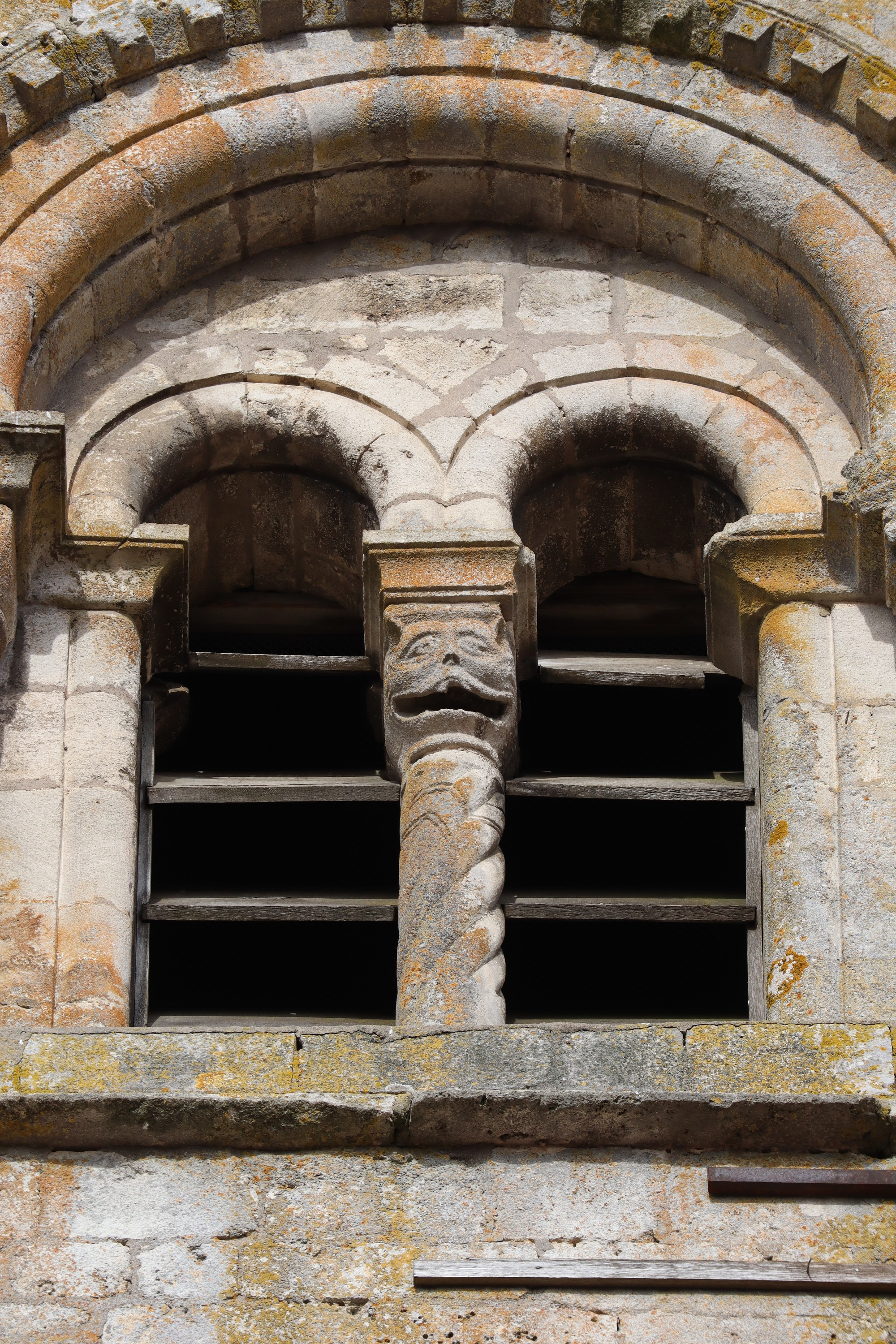
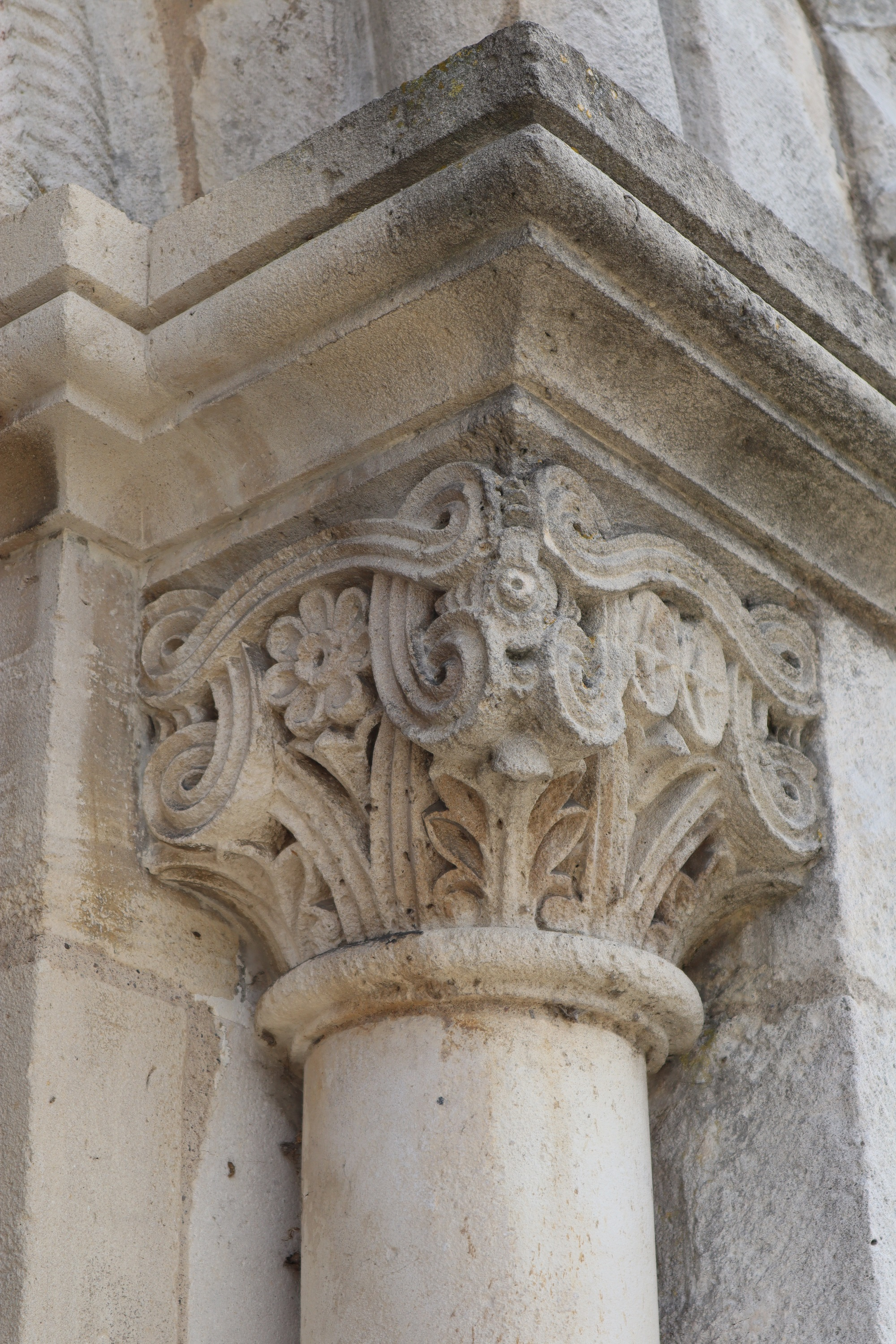
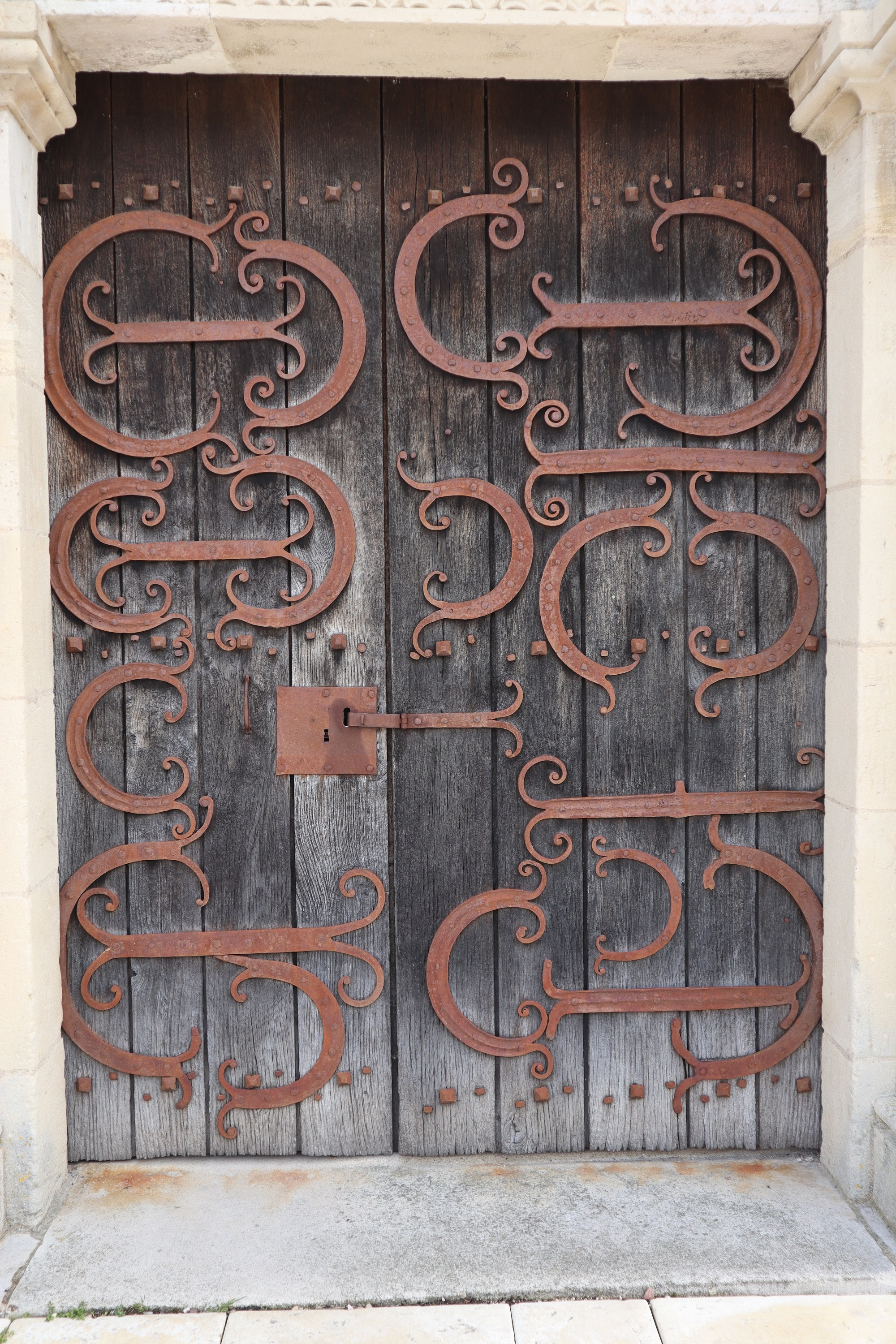
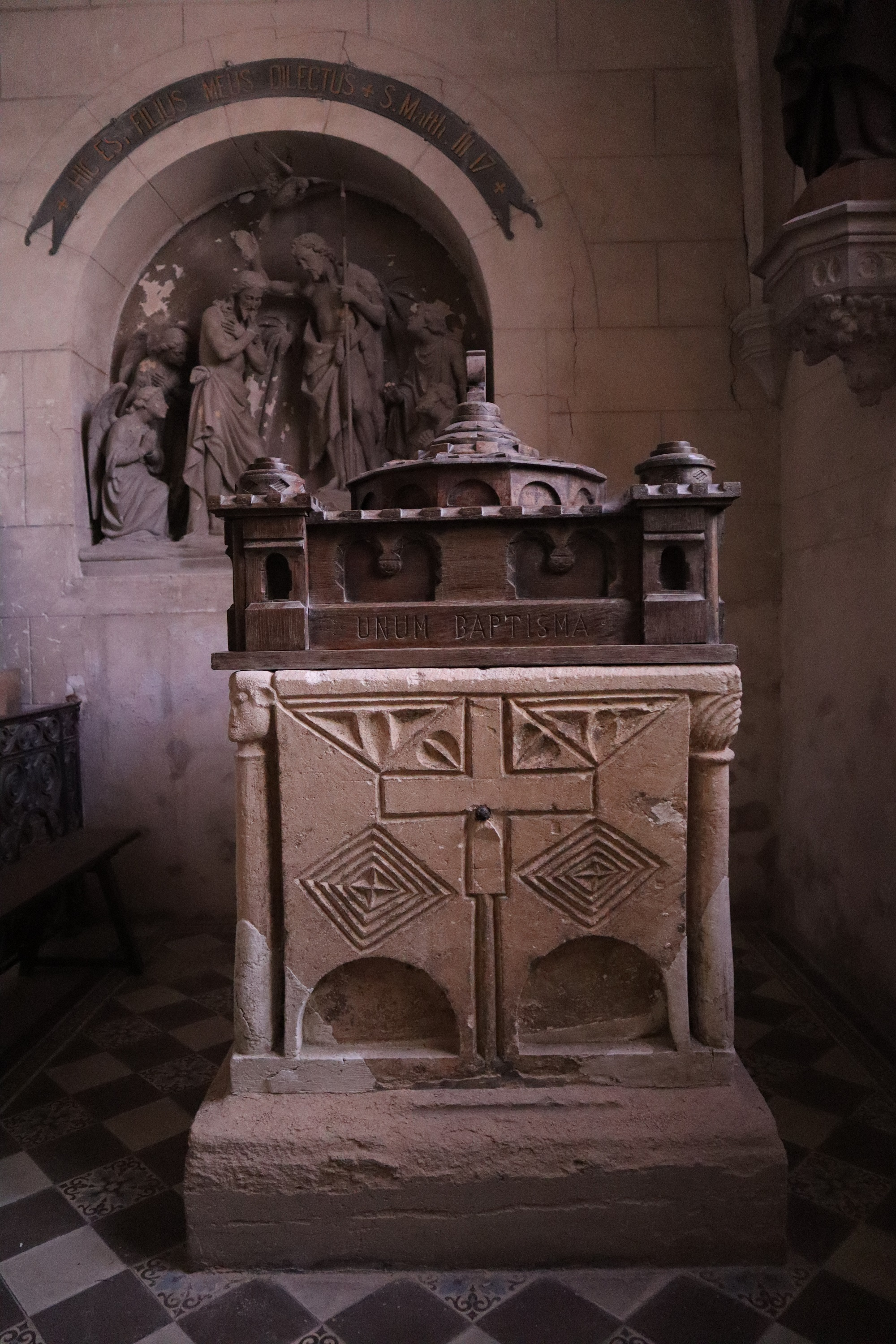

## Architecture[1]
Elle fût construite au XIIe siècle pour la nef (peut-être fin du XIe), voûtée d'ogives au dernier quart du XVe siècle, et un chevet reconstruit au XVIe siècle. Elle comprend une nef (certainement la partie la plus ancienne de l’édifice) flanquée de bas-côtés, un clocher élevé sur une travée qui sépare la nef du chœur et un chœur polygonal sans transept du XVe siècle. La nef était plafonnée par un lambris dont on voit encore des traces. Nef et collatéraux ont été voutés en croisée d’ogive en 1475. De grosses demi-colonnes ont été adossées aux piliers romans pour supporter les nervures. La nef comporte trois travées carrées avec grands arcs en plein cintre et fenêtres au-dessus. La travée supportant le clocher est portée par quatre gros piliers, renforcés ultérieurement, et arc en plein cintre. L'extérieur est majoritairement de style roman alors que l'intérieur est surtout gothique. La façade (occidentale) est un exemple roman typique  : elle est nue avec seulement une porte d’entrée ornée et quelques ouvertures, parfois une, ici trois, c’est-à-dire une construction très rudimentaire. Elle se compose d’un mur central fermant la nef et de deux murs latéraux en retrait d’environ 30 cm, correspondant aux bas-côtés. Il y avait deux étroites baies romanes dans la partie centrale. Lors de l’établissement des voûtes, pour éclairer la nef, une baie a été ouverte au-dessus de la porte d’entrée, dont le cintre a été un peu ébréché. La porte conserve son portail roman coiffé de trois cintres, l’extrados avec un motif en zig-zag. Ces cintres devaient reposer sur des colonnettes. Celles d’origine ont disparues (il n’y en a pas sur la photographie de Georges Durand datée avant 1904). Les colonnettes actuelles ont été rajoutées à cette date. Le tympan est lisse mais devait recéler une sculpture en demi-relief qui a peut-être été effacé à la Révolution. La porte conserve ses anciens vantaux en bois et pentures en fer forgé, probablement d’origine. Un des vantaux est plus large. Une intéressante porte (murée) occupe la face nord de l’édifice, au niveau de la seconde travée, avec un cintre orné d’un zig-zag.
Le     clocher, beaucoup plus raffiné, est postérieur à la nef. Il pourrait être de la seconde moitié du XIIe siècle. La tour comprend deux étages au-dessus de la toiture de la nef, assez similaires. Chaque étage est percé sur trois faces de deux ouïes en plein cintre géminées avec une colonnette centrale. Chaque ouïe est garnie d’un tympan mince et de deux arcs en plein cintre reposant sur des colonnettes à chapiteaux (tympan et trilobes pour l’étage supérieur). L’ornementation des cintres et chapiteaux est très riche: billettes, tores, créneaux, feuillages, têtes d’animaux, figures grotesques...
L’église renferme de nombreuses pierres tombales et épitaphes.
Description détaillée avec nombreuses photos et dessins dans Églises romanes des Vosges. Nombreuses photos couleur sur le site Patrimoine de Lorrainne.

## Protection
Le transept, le chœur, le clocher et le portail  ont été classés au titre des monuments historiques le 3 juin 1908, la nef a été classée le 27 novembre 1942.